# افي كوهن (لاعب كرة قدم)
افي كوهن (بالعبرية: אבי כהן‏) (12 يونيو 1962 بالقدس في إسرائيل - ) هو لاعب كرة قدم إسرائيلي في مركز الظهير. شارك مع منتخب إسرائيل لكرة القدم. أما مع النوادي، فقد لعب مع بيتار القدس ونادي مكابي تل أبيب وMaccabi Sha'arayim F.C. ‏.

## مسيرته الكروية
لعب افي كوهن خلال مسيرته الاحترافية مع 3 أندية في ستة عشر موسمًا وسجل خلالها 72 هدفًا ضمن 337 مباراة. حيث فاز في ثلاثة مواسم بالكأس وفي ثلاثة مواسم بالدوري.
خاض افي كوهن مسيرته مع نادي بيتار القدس في موسم 1979–80 في المرة الأولى ليلعب معه ستة مواسم ثم في موسم 1986–87 واستمر معه طيلة ثلاثة مواسم، مشاركًا طوالها في 169 مباراة سجل خلالها 32 هدفًا. ثم انتقل إلى Maccabi Sha'arayim F.C. ‏ في موسم 1985–86 لمدة موسم واحد، حيث شارك في 13 مباراة سجل خلالها هدفًا واحدًا. لينتقل بعدها إلى نادي مكابي تل أبيب في موسم 1989–90 ليلعب معه ستة مواسم، مشاركًا في 155 مباراة سجل خلالها 39 هدفًا.

## وصلات خارجية
- افي كوهن (لاعب كرة قدم) على موقع قاعدة بيانات كرة القدم.إي يو (الإنجليزية)
- افي كوهن (لاعب كرة قدم) على موقع ناشيونال فوتبول تيمز (الإنجليزية)